# المخامرة (عائلة فلسطينية)
عائلة المخامرة، والمعروفة أيضًا باسم المحامرة، هي عشيرة من عشائر مدينة يطا الفلسطينية في محافظة الخليل بالضفة الغربية, وتُعتبر واحدة من أكبر العشائر في جنوبي جبل الخليل ولديها وهي احد عشائر قبيلة بني قيس
تقليد ينسب أصلها إلى قبيلة يهودية من الجزيرة العربية.

## التسمية
وفقًا للتفسير الشائع في اللهجة الفلسطينية، يعني اسم المخامرة "صانعي الخمر"، وهو عمل محرم في الإسلام.

## أصل
من تقاليد عشيرة المخامرة ان أصلهم يعود إلى قبيلة يهودية عربية من خيبر تم طردها من الجزيرة العربية. ووفقًا لهذه التقاليد، فإن جد ثلاث من عائلات العشيرة الست في يطا كان يهوديًا يدعى محيمر، جاء مع قبيلته من الصحراء واستولى على البلدة, ربما في النصف الثاني من القرن الثامن عشر.
توجد عدة نظريات حول أصولهم. ففي حين يقبل بعض العلماء قصة طردهم من خيبر، يقترح آخرون أنهم بقايا سكان المنطقة اليهود من العصور القديمة، أو لاجئون يهود من الخليل خلال فترة الحروب الصليبية.
*جاءت عائله يهوديه بعد ١٩٦٧ لتتعرف على بعض العائلات في يطا بحضور مختار.

### تقارير

#### اسحاق بن زفي (1928)
زار اسحاق بن زفي، وهو عالم ومؤرخ يهودي أصبح لاحقًا رئيسًا ثانيًا لإسرائيل، زار مدينة الخليل عام 1928 لدراسة التقاليد اليهودية في منطقة جبل الخليل. ولاحظ أن بعض السكان العرب يفضلون التعامل التجاري مع التجار اليهود، مشيرين إلى اليهود بأنهم "أولاد عمنا". سرد بن زفي تقارير عن فلاحين عرب يشترون شمعدانات عيد الحانوكا اليهودي ويتجنبون لحم الجمل، على عكس جيرانهم المسلمين.
خلال بحثه، تأكد بن زفي من أن عشيرة المخامرة قد أسلمت حوالي مئتي عام قبل زيارته للمنطقة. كما تعلم من مصادر مختلفة أن عشيرة المخامرة ربما تعود أصولها إلى يهود من حي الحريقة في الخليل فروا من المدينة خلال الحروب الصليبية واستقروا في القرى المجاورة. وأكد أحد سكان يطا هذا التقليد لبن زفي وذكر أن العشيرة تضم حوالي 1200 شخص.

#### جمعية المتجولين (1929)
قامت جمعية المتجولين، وهي مجموعة من المسافرين اليهود العلمانيين الذين زاروا جنوبي جبل الخليل في عام 1929، قامت بكتابة تقارير عن عشيرة المخامرة حيث سردوا قول أهل يطا إن اسم قريتهم القديمة كان "الجير"، وأن أسلافهم كانوا من بني إسرائيل، وأنهم أجبروا على اعتناق الإسلام خلال فترة الفتوحات الإسلامية.

#### تقرير فلسطين (1938)
جاء في هذا التقرير أن عائلات عربية من يطا تحتفل بعيد الحانوكا اليهودي وتضيئ الشموع التي كانت قد حصلت عليها من المجتمع اليهودي في الخليل في حينه.

#### شعريم (1952)
في عام 1952، ذكر مقال في مجلة شعريم العبرية أن أبو عياش، مختار وتاجر من عشيرة المخامرة، أُعدم في غزة أثناء حرب 1948 بتهمة التجسس لصالح اليهود على أساس التقاليد المعروفة حول أصل عائلته اليهودي. كما ذكر المقال أن بعض أفراد عشيرة المخامرة استقروا بالقرب من المستوطنتين اليهوديتين رحمة ونجبا حيث كان كل من العرب المحليين والمستوطنين اليهود على دراية بجذورهم اليهودية.

#### تسفي ميسيناي (2009)
أشار الباحث الإسرائيلي تسفي ميسيناي الى أن عددًا من أفراد عشيرة المخامرة قد أفادوا بأصولهم اليهودية في مقابلة تلفزيونية أجريت معهم، لكنهم أكدوا أنهم يعتبرون أنفسهم مسلمين منذ أجيال عديدة.

#### دورون سار-آفي (2019)
أشار المؤرخ الإسرائيلي دورون سار-آفي إلى عدم وجود زيجات مختلطة فيما بين سكان يطا المسلمين وأبناء عشيرة المخامرة المقيمين في يطا، وكذلك في قريتي الكرمل وخربة التوانة المجاورتين. وذكر سار-آفي التقاءه صدفة مع ثلاثة شبان مراهقين من يطا في حقول قرية معين, حيث قال أحدهم أنه ينتمي الى عائلة أبو عرام من عشيرة المخامرة. وعند سؤاله عن عدد أبناء هذه العائلة في يطا، أجاب: "المسلمون 50,000، ونحن 60,000." وفسر سار-آفي هذا التمييز أنه يشير إلى إحساس واضح بالهوية المنفصلة بين الشباب.
ووجد سار-آفي عند لقاءاته مع سكان يطا بعض العادات المشابهة لعادات اليهود. فعلى سبيل المثال حكى عامل من يطا أن والدته كانت تلقي قطعة من العجين في النار أثناء إعداد الخبز لدرء العين الشريرة، وهو ما يشبه تقاليد اليهود في هذه المناسبة. كما أوضح له رجل يدعى إسحاق معرفته بموقع كنيس قديم في يطا كانت عائلته تزوره وتحافظ عليه تاريخياً، وذكر أنه بنيت مدرسة في هذا المكان حديثًا.
ووفقاً لتقارير أخرى، فإن عشيرة المخامرة في يطا تحرص على الزواج داخليًا دون التزاوج مع العائلات المحلية الأخرى. وتوجد هناك أيضاً فتحات في جانب مداخل المباني كانت توضع فيها في الماضي ال"مزوزاه" اليهودية.

### تحليل
أثارت تقاليد عشيرة المخامرة بشأن أصولها اليهودية عدة تفسيرات. فعلى سبيل المثال، قبِل بن زفي التقليد الشفهي القائل بأن عشيرة المخامرة تنحدر من اليهود الذين طُردوا من خيبر في الحجاز واستقروا في نهاية المطاف في يطا.
وحسب تفسير آخر تضم هذه العشيرة سكان المنطقة اليهود الأصليين, إذ تقع مدينة يطا اليوم في موقع مدينة "يوطه" القديمة المذكورة في الكتاب المقدس. وفي بداية القرن الرابع الميلادي، ألف أوسابيوس, وهو من كبار علماء الكنيسة الأوائل, كتابًا سرد فيه أسماء المواقع المذكورة في الكتاب المقدس وذكر فيه أن يوطه "قرية كبيرة جداً لليهود". ومن المعروف أنه خلافًا لمناطق أخرى من إقليم يهوذا التاريخي، بقي في منطقة جنوبي جبل الخليل سكان يهود حتى بعد إخماد ثورة بار كوخبا على أيدي الرومان عام 135 ميلاديًا، كما يتضح من النصوص التاريخية والمواقع الأثرية (بما في ذلك عدة كنس). وبقي الوجود اليهودي هناك حتى الفتح الإسلامي، عندما تم تحويل كنيسي سوسيا وإشتموع إلى مسجدين. وليس من الواضح ما إذا كان اليهود المحليون قد فروا من المنطقة أو اعتنقوا الإسلام.
بل أن مقالة باللغة العبرية عام 1989 اقترحت أن اسم "محامرة", وهو صورة أخرى لاسم العشيرة, يشير الى الترجمة العربية لاسم "أدوميين" العبري. ومن المعروف أن الأدوميين هم شعب قديم عاش في جنوب الأردن وطُرد من هناك من قبل الأنباط فاستقر في جنوبي جبل الخليل أيام سبي اليهود في بابل, ثم اعتنق اليهودية في العصر الهلنستي, فأصبح أبناؤه يهودًا. وذكر بن زفي أيضاً رأي الباحث اليهودي شاليم، الذي يقترح أن نسب اهل المخامرة تقليديًا الى خيبر ينجم في الواقع عن موقع يحمل نفس هذا الاسم وهو اليوم عبارة عن أنقاض قريبة من قرية الكرمل.
ويشير تفسير آخر الى أن أصل عشيرة المخامرة يعود الى يهود من مدينة الخليل نزحوا عنها خوفًا من الصليبيين.

## اليوم
أما اليوم، فيشكل أفراد العشيرة جزءًا كبيرًا من سكان مدينة يطا ويعيشون أيضًا في القرى المجاورة مثل الكرمل، وخربة التوانة، ومعين. وهم يترددون في ذكر أصولهم اليهودية ربما خوفًا من أن تستخدم إسرائيل هذا الادعاء للمطالبة بملكية اراضيهم أو خوفًا من اتهامهم بالتعاون مع إسرائيل.
كما ارتبط أفراد من عشيرة المخامرة بالعمل المسلح الفلسطيني. ففي الثامن من حزيران-يونيو عام 2016 قام اثنان من أفراد العشيرة بإطلاق النار على المارّة في سوق سارونا في تل أبيب، مما أسفر عن مقتل أربعة أشخاص. ويُعزى هذا العمل إلى رغبتهما في إظهار ولائهما للقضية الفلسطينية رغم "أصولهما اليهودية".
ومن جهة أخرى ذكر الباحث الإسرائيلي موشيه إلعاد أن اثنين من أفراد عشيرة المخامرة قد اعتنقا الديانة اليهودية وأصبحا مواطنَين إسرائيليَين.